# 西迪伊夫尼
29°23′N 10°10′W / 29.383°N 10.167°W

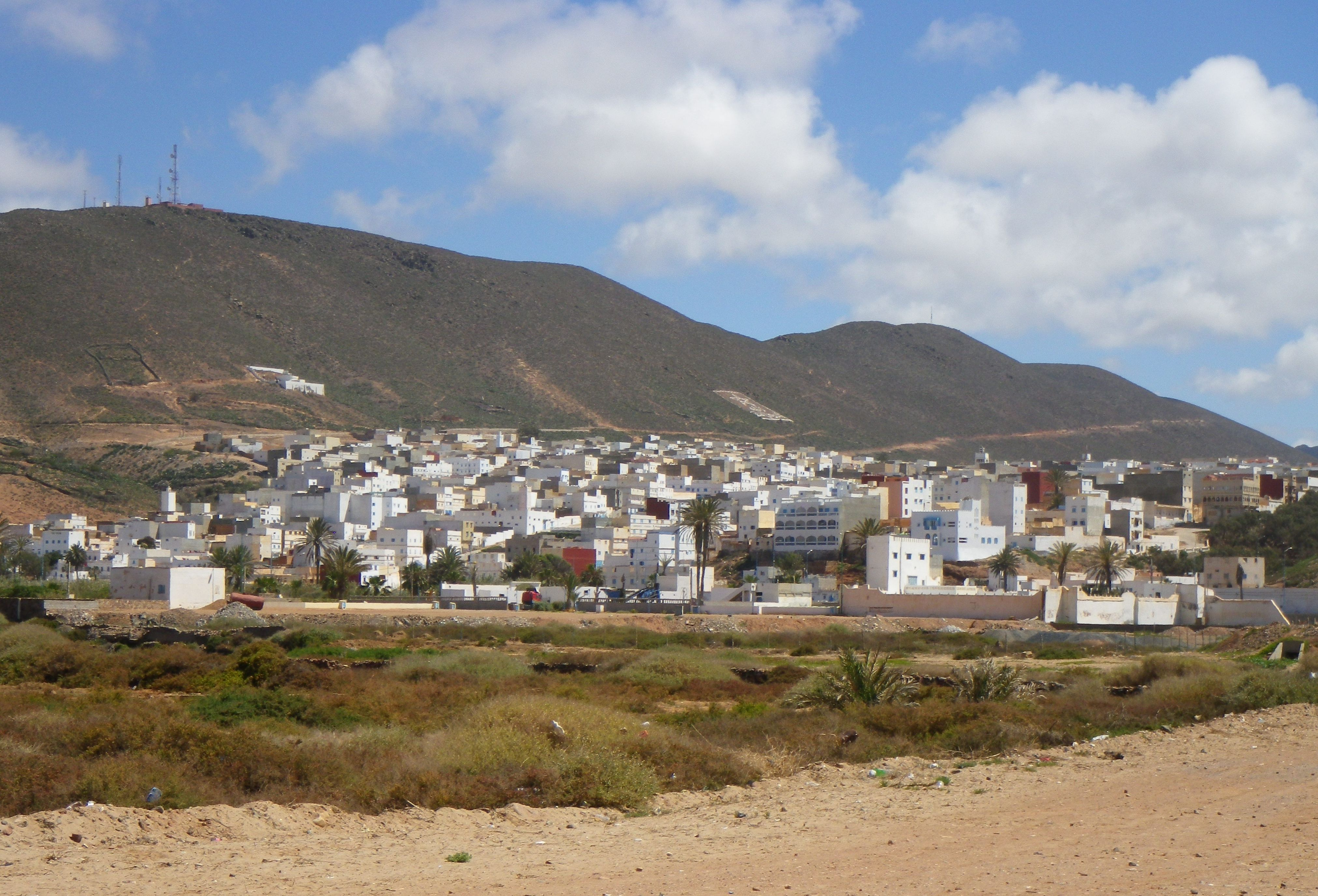
西迪伊夫尼

西迪伊夫尼（阿拉伯语：‎）是摩洛哥的城鎮，位於該國中部，由蓋勒敏-農河大區負責管轄，是西迪伊夫尼省的首府，海拔高度155米，每年平均降雨量166毫米，2004年人口21,051。

## 圖集

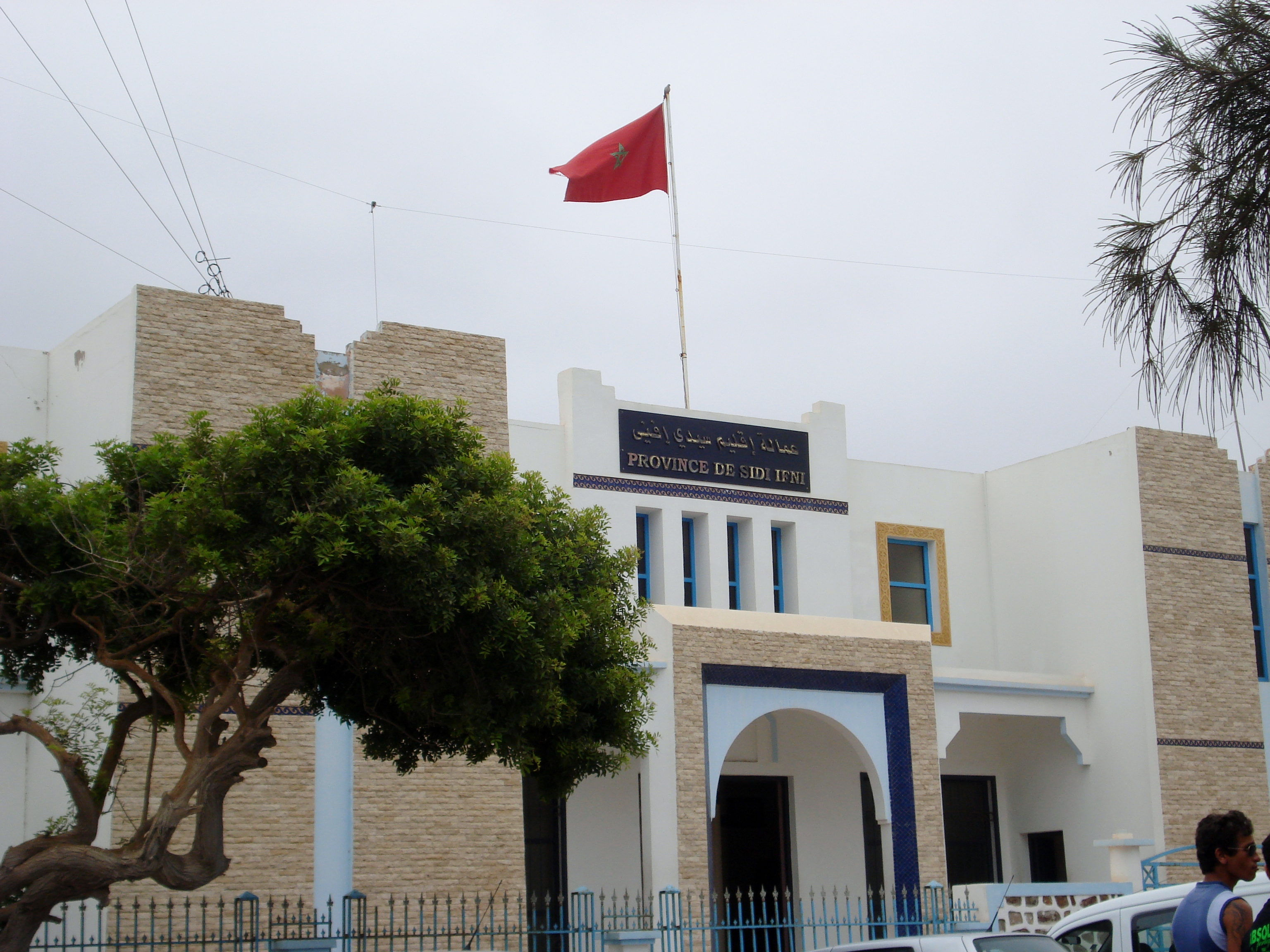
西迪伊夫尼一帶的海灘
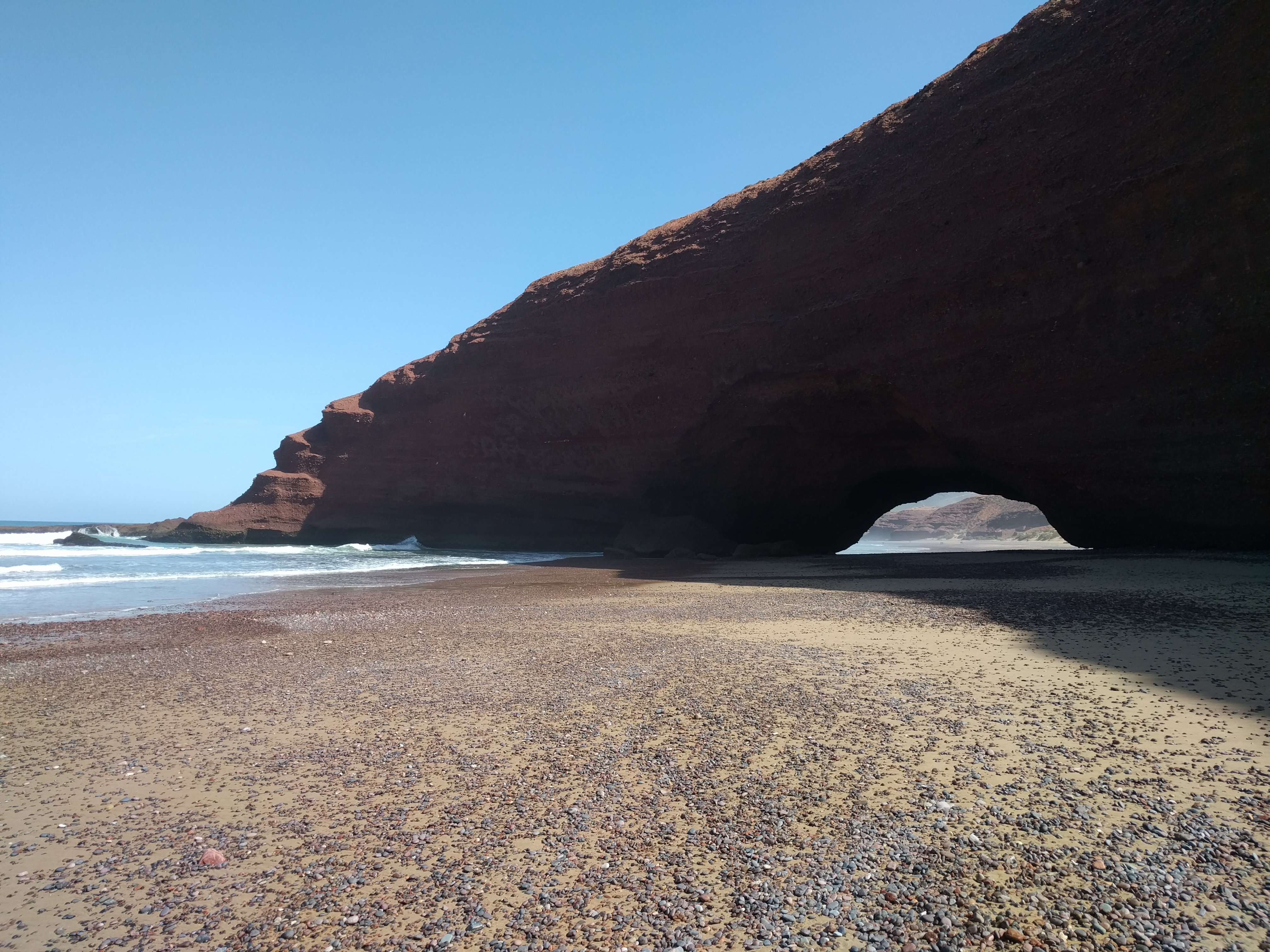
西迪伊夫尼的市政廳